# Neushoornkevers
De neushoornkevers (Oryctes) vormen een geslacht van kevers in de onderfamilie Dynastinae van de bladsprietkevers (Scarabaeidae). De wetenschappelijke naam kreeg het geslacht in 1798 van Johann Karl Wilhelm Illiger. De naam Oryctes is afgeleid van het Griekse ὀρύκτης (oruktes), wat 'graver' betekent.
Van dit geslacht komt één soort, de neushoornkever (Oryctes nasicornis) in Europa voor. Oryctes prolixus komt voor op de Canarische Eilanden. Alle overige soorten komen voor in tropische gebieden.

## Soorten
- Oryctes agamemnon
- Oryctes amberiensis
- Oryctes anguliceps
- Oryctes ata
- Oryctes augias
- Oryctes boas
- Oryctes borbonicus
- Oryctes capucinus
- Oryctes centaurus
- Oryctes cherlonneixi
- Oryctes chevrolati
- Oryctes clypealis
- Oryctes colonicus
- Oryctes comoriensis
- Oryctes congonis
- Oryctes curvicornis
- Oryctes dollei
- Oryctes elegans
- Oryctes erebus
- Oryctes forceps
- Oryctes gigas
- Oryctes gnu
- Oryctes gracilis
- Oryctes heros
- Oryctes hisamatsui
- Oryctes latecavatus
- Oryctes mayottensis
- Oryctes minor
- Oryctes monardi
- Oryctes monoceros
- Oryctes nasicornis – Neushoornkever
- Oryctes nudicauda
- Oryctes ohausi
- Oryctes owariensis
- Oryctes politus
- Oryctes prolixus
- Oryctes pyrrhus
- Oryctes ranavalo
- Oryctes rhinoceros
- Oryctes richteri
- Oryctes sahariensis
- Oryctes simiar
- Oryctes sjoestedti
- Oryctes tarandus
- Oryctes vicinus
- † Oryctes fossilis